# Santa Anzo
Santa Anzo là một người mẫu, nhà thời trang, nhà thiết kế thời trang và nữ doanh nhân người Uganda. Bà là người sáng lập, giám đốc thiết kế thời trang và giám đốc điều hành của Arapapa Fashion House, có trụ sở tại Kampala, thủ đô Uganda. Bà cũng là người sáng lập và chủ tịch của Tuần lễ thời trang quốc tế Uganda, một triển lãm thời trang thường niên.

## Bối cảnh và giáo dục
Santa Anzo được sinh ra ở Uganda, khoảng năm 1975. Cha mẹ bà có tổ tiên của họ đến quận Moyo, thuộc tiểu vùng West Nile của Uganda.
Bà học tại trường tiểu học Old Kampala, trước khi chuyển đến trường tiểu học Bat Valley, và lấy được chứng chỉ rời trường tiểu học. Đối với học phần cấp độ O của mình, bà đã đến Madhvani College, ở Wairaka, quận Jinja. Bà học tại Trường Trung học Tiến bộ, ở Bweyogerere, Quận Wakiso, nơi cô đã hoàn thành chương trình học A-level và lấy Bằng Tốt nghiệp Trung học. Sau đó, bà đăng ký vào trường thời trang Dolphins, ở Kampala, và tốt nghiệp với bằng Cao đẳng về Thiết kế thời trang.

## Nghề nghiệp
Năm 1995, Anzo được thuê làm phục vụ bàn tại sòng bài Kampala. Bà cũng được thuê làm người mẫu ở cùng cơ sở và cô làm người mẫu khi không làm phục vụ bàn. Năm 1999, bà gặp Sylvia Owori và họ thành lập Ziper Model, với Anzo quản lý doanh nghiệp trong khi Owori quản lý tài năng. Anzo từng là nhân viên kinh doanh, huấn luyện viên người mẫu và người mẫu thời trang. Bà quản lý tài chính, và biên đạo các chương trình thời trang. Mối quan hệ này kéo dài 16 tháng, trước khi Anzo rời Ziper Model.
Năm 2001, Anzo rời Ziper Model và thành lập Arapapa. Arapapa có nghĩa là con bướm trong ngôn ngữ Madi bản địa. Hai năm sau, bà ra mắt Tuần lễ thời trang quốc tế Uganda.
Bà đã trình diễn các thiết kế của mình tại nhiều lễ hội thời trang bao gồm sáng kiến Thời trang vì hòa bình, Tuần lễ thời trang Kenya, Tuần lễ thời trang Mozambique, Tuần lễ thời trang Sw Dao ở Dar-es-Salaam, Tanzania, Sàn giao dịch thời trang châu Phi, ở Durban, Nam Phi,.